# آرال‌تپه (خرم‌تاو)
آرال‌تپه (به قزاقی: Araltobe) یک روستا در قزاقستان است که در شهرستان خروم‌تاو واقع شده‌است. آرال‌تپه ۲۲۶ متر بالاتر از سطح دریا واقع شده‌است.